# George Volceanov
George Valentin Volceanov (n. 28 mai 1956, București) este un traducător român, care traduce din limbile engleză și maghiară. A absolvit în 1979 Facultatea de Limbi și Literaturi Germanice (secția engleză-maghiară) a Universității din București. Este doctor în filologie și până în 2020 a fost profesor universitar la Universitatea Spiru Haret, unde a predat istoria literaturii engleze. Este autorul mai multor dicționare bilingve și monolingve, fiind interesat mai ales de lexicografia argotică. A coordonat și a îngrijit a treia ediție românească a integralei Shakespeare, începută la Editura Paralela 45 în anul 2010 și finalizată la Editura Tracus Arte în anul 2019. Este membru al Uniunii Scriitorilor din România din anul 1994. 
A desfășurat o bogată activitate de cercetare științifică, concretizată în peste optzeci de articole și comunicări prezentate la conferințe internaționale (Londra, Paris, Worcester, Norwich, Utrecht, Pisa, Weimar, Bratislava, Budapesta, Gdansk, Brno etc.). Se numără printre membrii fondatori ai Asociației Europene de Studii Shakespeariene (European Shakespeare Research Association).
În paralel, a desfășurat o bogată activitate publicistică, cu sute de traduceri, eseuri, articole, recenzii, interviuri publicate în presa literară românească, în revistele România literară, Luceafărul, Lettre Internationale, Observator cultural, Astra, Neuma, Orizont, Revista de traduceri literare, Dilematica, Dilema veche, Adevărul literar și artistic, Vatra, Steaua etc.
Ca formator al unei generații de traducători literari, a organizat și a condus patru seminarii de traduceri literare din limba maghiară în limba română în intervalul 2012-2017 la Casa Traducătorilor Maghiari din Balatonfüred (Ungaria).
George Volceanov a primit mai multe premii importante pentru traducerile și scrierile sale originale (v. Premii). În anul 2022 a fost distins cu Ordinul de Merit în grad de cavaler al Republicii Ungare, „pentru promovarea și popularizarea literaturii maghiare în România, precum și pentru contribuția la formarea unei noi generații de traducători literari din limba maghiară în limba română”.

## Cărți publicate

### Lucrări proprii
Dicționar de argou al limbii engleze (împreună cu Ana-Dolores Doca), Nemira, 1995.
Dicționar de argou și expresii familiare ale limbii române (împreună cu Anca-Ileana Volceanov), Livpress, 1998.
Dicționar de neologisme ale limbii engleze, Niculescu, 2002.
Methinks You're Better Spoken: A Study in the Language of Shakespeare's Characters, Institutul European, 2004.
The Shakespeare Canon Revisited, Niculescu, 2005.
The Eye Sees Not Itself but by Reflection: A Study in Shakespeare's Catoptrics and Other Essays, Editura Universitară, 2006.
Dicționar de argou al limbii române, Editura Niculescu, 2007. 
Dicționar de argou maghiar-român, Niculescu, 2011.
Dicționar de argou englez-român (împreună cu Raluca Nicolae și George-Paul Volceanov), Editura Niculescu, 2015.
Noul dicționar de argou al limbii române (împreună cu George-Paul Volceanov), Editura Litera, 2019.
Întoarcerea la Marele Will sau Reconsiderarea canonului shakespearian, Editura Tracus Arte, 2020.
Un Shakespeare pentru mileniul trei: istoria unei ediții, Editura Tracus Arte, 2021.

### Traduceri din limba maghiară
- Győrffi Kálmán, Întoarcerea, Editura Kriterion, 1983.
- Bogdán László, În căutarea unor locuri de filmare, Editura Kriterion, 1984.
- Markovits Rodion, Cîșlegi într-un picior, Editura Kriterion, 1986.
- Panek Zoltán, Imagini mișcate, Editura Kriterion, 1988.
- R. Molnár Erzsébet, Păpuși pe degete, Editura Ion Creangă, 1990.
- Rejtő Jenő, Carantină la Grand Hotel / Ciclonul blond, Editura Univers, 1990.
- Rejtő Jenő, Ciclonul blond, Editura Z, 1992.
- Rejtő Jenő, Cu nebunii să nu te pui. Crucișătorul șterpelit, Editura Z, 1993.
- Rejtő Jenő, Garnizoana morții, Editura ZZ, 1995.
- Zalán Tibor, … și câteva acuarele, Editura Koinonia, 2004.
- Péter Eszterházy, Un strop de pornografie maghiară, Editura Humanitas, 2007.
- 11 poeți maghiari contemporani. Antologie, Editura Paralela 45, 2011.
- Baróti Judit, Darcsi István, Donát Tamás, Nimic fără Dumnezeu. În amintirea lui Marian Cozma, Editura Paralela 45, 2011.
- Kassák Lajos, Poezii alese, Editura Paralela 45, 2011.
- Bogdán Laszló, Blazonul cu două lebede, Editura Tracus Arte, 2013.
- Zalán Tibor, Soldații, trad. de Susana Vlaicu, G. Volceanov et alii., Editura Tracus Arte, 2016.
- Kiss Csaba, Întoarcerea la Elsinore, trad. de Susana Vlaicu, G. Volceanov et alii., Editura Tracus Arte, 2017.
- Thuróczy Katalin, Regatul lui Brighella, trad. de Susana Vlaicu, G. Volceanov, Editura Tracus Arte, 2018.
- Kovács István, Exuberanța copilăriei, trad. de Susana Vlaicu, G. Volceanov, Editura Tracus Arte, 2019.
- Totth Benedek, Meci nul, Editura Aramis, 2020.
- Karácsonyi Zsolt, Faust pe mări, Editura Tracus Arte, 2020.
- Pál Dániel Levente, Sectorul opt al Domnului, trad. de Susana Vlaicu, G. Volceanov, Editura Tracus Arte, 2022.
- Kassák Lajos, Calul moare. Păsările își iau zborul / Zalán Tibor, Cîntec despre Căluțul de lemn uitat la soare, Editura Tracus Arte, 2023.
- Karácsonyi Zsolt, Nu sunt aici, Editura Cartea Românească, 2024.
- Sántha Attila, Ținându-se de câte o creangă, Editura Tracus Arte, 2024.
- Szöllősi Mátyás, Curent alternativ, Editura Tracus Arte, 2025.

### Traduceri din limba engleză
- Gore Vidal, În căutarea regelui, Editura Univers, 1993.
- E. X. Ferrars, Testamentul care ucide, Editura Univers, 1993
- Constance O’Day-Flannery, O dată în viață, Editura Z, 1994.
- Constance O’Day-Flannery, De data asta pentru totdeauna, Editura Z, 1995.
- Cristopher Hilton, Ayrton Senna - Ultimul viraj, Hungalibri, 1995.
- Gore Vidal, Adio, domnule general, Editura Z, 1995.
- David Lodge, Ce mică-i lumea, Editura Univers, 1997 (Ediție revizuită, Editura Polirom, 2001).
- Philip Roth, Complexul lui Portnoy, Editura Univers, 1998.
- Lawrence Durrel, Peștera lui Prospero, Editura Univers, 1998.
- William Shakespeare și John Fletcher, Doi veri de stirpe aleasă, ediție bilingvă, Editura Polirom, 2002; Editura Paralela 45, 2010; Editura Tracus Arte, 2016.
- William Shakespeare, Eduard al III-lea, Editura Paralela 45, 2003.
- John Webster, Ducesa de Amalfi, ediție bilingvă, Editura Institutul European, 2004.
- Thomas Heywood, Femeia omorâtă cu blândețea, ediție bilingvă, Editura Institutul European, 2004.
- Wiliam Owen Roberts, Molima, 2006, Editura Koinonia, 2006.
- David Lodge, Crudul adevăr, Editura Polirom, 2006.
- John Updike, Fugi, Rabbit, trad. Antoaneta Ralian și George Volceanov, Editura Humanitas, 2008.
- John Updike, Întoarcerea lui Rabbit, Editura Humanitas, 2008.
- Tennessee Williams, Un tramvai numit dorință, Teatrul Național Radiofonic (regia artistică - Dan Puican), 2008.
- William Shakespeare, coordonare și îngrijire de ediție, trad.Hamlet (cu Violeta Popa), Editura Paralela 45, 2010.
- William Shakespeare, Furtuna, Editura Paralela 45, 2010.
- William Shakespeare, A douăsprezecea noapte, trad. Violeta Popa și George Volceanov, Nevestele vesele din Windsor, trad. Adriana și G. Volceanov, Editura Paralela 45, 2010.
- John Updike, Rabbit e bogat, Editura Humanitas, 2010.
- William Shakespeare, Regele Ioan,  Editura Paralela 45, 2011.
- John Updike, Rabbit se odihnește, trad. Viorica Boitor și George Volceanov, Editura Humanitas, 2011.
- William Shakespeare, Timon din Atena, Editura Tracus Arte, 2012.
- Francis Scott Fitzgerald, Marele Gatsby, Editura Polirom, 2013.
- William Shakespeare, Măsură pentru măsură, Editura Tracus Arte, 2014.
- Truman Capote, Alte glasuri, alte încăperi, Editura Polirom, 2014.
- William Shakespeare, Comedia erorilor, Editura Tracus Arte, 2015.
- Anthony Burgess, Ochii doamnei mele, Editura Humanitas Fiction, 2015.
- Anthony Burgess, Moartea la Deptford, Editura Humanitas Fiction, 2015.
- Anne Tyler, Scorpia, Editura Humanitas Fiction, 2016.
- William Shakespeare, Richard al II-lea, Editura Tracus Arte, 2016
- William Shakespeare, Henric al IV-lea, Partea întâi, Editura Tracus Arte, 2016.
- William Shakespeare, Sir Thomas More, trad. de Anca Ignat, Alexandru M. Călin, Lucia Verona și G. Volceanov, Editura Tracus Arte, 2017.
- Margaret Atwood, Pui de cotoroanță, Editura Humanitas Fiction, 2017.
- William Shakespeare, Coriolanus, trad. de Horia Gârbea și G. Volceanov,  Editura Tracus Arte, 2018.
- William Shakespeare, Regele Lear (ediția in-cuarto și ediția in-folio), Editura Tracus Arte, 2018.
- William Shakespeare, Pericle, Editura Tracus Arte, 2018.
- William Shakespeare, Cardenio, trad. de Lucia Verona și G. Volceanov, Editura Tracus Arte, 2019.
- Colson Whitehead, Băieții de la Nickel, Editura Humanitas Fiction, 2020.
- Christopher Marlowe, Masacrul de la Paris, Editura Tracus Arte, 2022.
- Colson Whitehead, Trișorii din Harlem, Editura Humanitas Fiction, 2022.
- Ben Jonson, Volpone, Editura Tracus Arte, 2023.
- Christopher Marlowe, Doctor Faustus, Editua Tracus Arte, 2023.
- Christopher Marlowe, Arden din Faversham, Editura Tracus Arte, 2023.
- Robert Greene, Fratele Bacon și fratele Bungay, Editura Tracus Arte, 2024.

## Premii
- Premiul Asociației Scriitorilor din București pentru traducerea romanului Complexul lui Portnoy de Philip Roth, 1998.
- Premiul British Council pentru traducere de proză britanică contemporană - pentru Lawrence Durrell, Peștera lui Prospero, 2001.
- Premiul „Andrei Bantaș” acordat de juriul Uniunii Scriitorilor din România pentru traducere din limba engleză, pentru William Shakespeare, Eduard al III-lea, 2003.
- Premiul „Manuscriptum“ acordat de Muzeul Literaturii Române, (pentru traducere, romanul Întoarcerea lui Rabbit de John Updike) (colecția „Raftul Denisei“) (decembrie 2008).[2]
- Premiul „Andrei Bantaș” acordat de juriul Uniunii Scriitorilor din România, pentru traducere,  Întoarcerea lui Rabbit de John Updike, 2008.
- Premiul „Andrei Bantaș” acordat de juriul Uniunii Scriitorilor din România pentru traducere, Shakespeare, Opere, vol. IV, alături de Violeta Popa și Horia Gârbea, 2011.
- Diploma de excelență  acordată de revista Observator cultural pentru traducere, 2012. [3]
- Premiul Filialei de Traduceri Literare - București, a Uniunii Scriitorilor din România, pentru traducerea romanului Marele Gatsby de F. Scott Fitzgerald, 2013.
- Premiul Uniunii Scriitorilor din România pentru Cartea de Traduceri a anului, Shakespeare, Opere, vol. VIII și IX, împreună cu Lucia Verona, Violeta Popa și Horia Gârbea, 2014.
- Premiul Antoaneta Ralian acordat de Radio România pentru cea mai bună traducere la Târgul Gaudeamus, pentru Anthony Burgess, Moartea la Deptford, 2015.
- Premiul revistei Luceafărul de dimineață pentru traducere pe anul 2015.
- Premiul Asociației Publicațiilor Literare și Editurilor din România pentru traducerea volumului Zalán Tibor, Soldații, 2016.
- Premiul stagional (2015-2016) al Cafenelei critice, proiect cultural coordonat de Ion Bogdan Lefter, pentru îngrijirea și coordonarea ediției Shakespeare.
- Premiul Uniunii Scriitorilor din România pentru Cartea de Traduceri a anului, Shakespeare, Opere, Vol. XIV, 2018.
- Premiul „Scriitorul lunii decembrie 2020” acordat de juriul Uniunii Scriitorilor din România pentru monografia Întoarcerea la Marele Will sau reconsiderarea canonului shakespearian, în cadrul proiectului „Scriitorul anului 2021”, derulat de Uniunea Scriitorilor în colaborare cu Primăria Municipiului Iași.
- Premiul Asociației de Literatură Generală și Comparată din România pentru literatură comparată pe anul 2020, pentru monografia Întoarcerea la Marele Will sau reconsiderarea canonului shakespearian.
- Premiul „Lucian Blaga” al Academiei Române pentru monografia Întoarcerea la Marele Will sau reconsiderarea canonului shakespearian.
- Premiul Cartea Anului 2020 acordat de Asociația Publicațiilor Literare și Editurilor din România pentru monografia Întoarcerea la Marele Will sau reconsiderarea canonului shakespearian.
- Premiul Cartea Anului 2021 acordat de revista România literară pentru volumul Un Shakespeare pentru mileniul trei: istoria unei ediții.
- Premiul Cartea Anului 2021 acordat de Asociația Publicațiilor Literare și Editurilor din România pentru volumul Un Shakespeare pentru mileniul trei: istoria unei ediții.
- Premiul Cartea Anului 2021 acordat de Filiala de Traduceri Literare - București, a Uniunii Scriitorilor din pentru volumul Un Shakespeare pentru mileniul trei: istoria unei ediții.